# Jan van Gilse
Jan Pieter Hendrik van Gilse (Róterdam, 11 de mayo de 1881 - Oegstgeest, 8 de septiembre de 1944) fue un compositor y director de orquesta neerlandés. Entre sus obras destacan cinco sinfonías y la ópera ''Thijl'' en lengua neerlandesa.

## Biografía
Viniendo de una familia de teólogos, Jan van Gilse demostró una aptitud temprana para tocar el piano y componer. Desde 1897 en adelante, Van Gilse estudió en el conservatorio de Colonia. Después de que su maestro, Franz Wüllner, muriera en 1902, continuó sus estudios con Engelbert Humperdinck en Berlín. Desde 1909 a 1911 estudió en Italia. En 1901, Van Gilse recibió el Premio Beethoven-Haus en Bonn por su (primera) Sinfonía en Fa mayor; En 1906, el Premio Michael Beer le fue concedido por su Tercera Sinfonía, 'Erhebung' ('Resurrección', para soprano y orquesta).
Además de componer, Van Gilse pronto desarrolló un interés por la dirección de orquesta. Se inició en la ópera de Bremen, un puesto que fue seguido por citas en Múnich y Ámsterdam. Tras el estallido de la Primera Guerra Mundial la realización de viajes era complicada y regresó a los Países Bajos. Desde 1917 hasta 1922 fue director de la Orquesta Municipal de Utrecht (Utrechtsch Stedelijk Orkest).
En 1921, Van Gilse renunció al cargo después de un enfrentamiento con la junta de directores de orquesta. Van Gilse había sido atacado por algún tiempo por el compositor y crítico musical Willem Pijper en el diario 'Utrechts Dagblad', ataques que con el paso del tiempo se hicieron más malévolos. La solicitud de Van Gilse para que a Pijper se le negara el acceso a los conciertos se estancó durante tanto tiempo que perdió la fe y renunció. Posteriormente, la Junta le negó un concierto de despedida.
Ocho años más tarde Van Gilse relató su experiencia en Utrecht. La autobiografía en la que se materializó fue considerable, y contenía casi 350.000 palabras. Sin embargo, debido a que no escatimó ni a nada ni a nadie (incluido él mismo), Van Gilse dudaba de que el manuscrito jamás se publicara. Fue editado y publicado finalmente en 2003.
Durante la Segunda Guerra Mundial, Van Gilse se involucró activamente con el movimiento de resistencia contra la ocupación alemana de los Países Bajos. Sus dos hijos, que también luchaban en la resistencia, fueron asesinados por las fuerzas de ocupación antes de que el propio Van Gilse sucumbiera (probablemente por neumonía) en el otoño de 1944. Para proteger su refugio, fue enterrado en una tumba sin marcar a las afueras de la ciudad de Oegstgeest.

## Organizador
Desde 1933 a 1937, Van Gilse prestó sus servicios como director del Conservatorio de Utrecht. También participó activamente en la defensa de los intereses de los compositores holandeses. En 1911, Van Gilse fue uno de los fundadores de la Sociedad de Músicos Holandeses (Genootschap van Nederlandse Componisten or GENECO). Un año más tarde participó en la fundación de la Oficina Holandesa para los Derechos Musicales (Buma).

## Trabajo y reputación
El estilo temprano de Van Gilse está en deuda con el romanticismo tardío alemán. Después de alrededor de 1920, se hizo más modernista. Su ópera Thijl (1940), a menudo considerada como su obra maestra y probablemente la ópera más importante en la historia musical holandesa, es una de sus últimas obras y de una concepción totalmente individual. Un intento por parte de las fuerzas de ocupación alemanas para destruir toda la obra de Van Gilse fue impedido por sus colaboradores.
Recientemente, el interés por Van Gilse ha aumentado, ayudado por la publicación de su autobiografía (editado por Hans van Dijk) y una biografía. El sello discográfico alemán CPO ha grabado sus cuatro sinfonías completas y tiene planes en curso para grabar la ópera Thijl en un futuro próximo, todo ello bajo la dirección de David Porcelijn.

## Selección de obras
- Sinfonías:
  - Sinfonía No. 1 en Fa mayor (1900-1901; grabada)
  - Sinfonía No. 2 en Mi bemol mayor (1902-1903; grabada)
  - Sinfonía No. 3 en re menor, "Resurrección" para soprano y orquesta (1903; grabada)
  - Sinfonía No. 4 en La mayor (1910-1915; grabada)
  - Sinfonía No. 5 en Re mayor (Fragmento; 1922)
- Obras orquestales:
  - Obertura de Concierto en do menor (1900; grabada)
  - Variaciones sobre una canción de San Nicolás (1908)
  - Tres Bocetos de Danzas para piano y pequeña orquesta (1925-1926)
  - Prologus brevis (1928)
  - Praeludium a "Der Kreis des Lebens" (1928)
  - Pequeño Vals (1936)
  - Treurmuziek bij den dood van Uilenspiegel, de la ópera Thijl (1940; grabado)
  - Andante con moto (fecha de composición incierta, después de 1935)
- Obras para voz (voces) y orquesta:
  - Sulamith, cantata para soprano y orquesta (1901-1902; grabada)
  - Eine Lebensmesse, cantata sobre Richard Dehmel (1903-1904)
  - Canciones del Gitanjali para soprano y orquesta
  - Der Kreis des Lebens, cantata (1928-1929)
  - Rotterdam, declamatorium sobre un texto de Jan Prins (Inacabado; 1942)
- Óperas:
  - Frau Helga von Stavern, ópera sobre un texto de Van Gilse, en alemán (1911-1913)
  - Thijl, ópera sobre la novela de Charles Coster The heroic, jolly and notorious acts of Uilenspiegel and Lamme Goedzak in Flanders Country and elsewhere, con libretto de Hendrik Lindt (1940; grabada)